# Минимальная поверхность Шварца
Минимальные поверхности Шварца — это периодические минимальные поверхности, первоначально описанные Карлом Шварцем.
В 1880-х годах Шварц и его студент Е. Р. Неовиус описали периодические минимальные поверхности. Им позднее дал названия Алан Шён в его фундаментальном отчёте, где он описал гироид и другие трижды периодические минимальные поверхности.
Поверхности генерировались с помощью симметрий: если дано решение задачи Плато для многоугольника, отражения поверхности относительно линий границы также даёт правильные минимальные поверхности, которые могут быть непрерывным образом соединены с исходным решением. Если минимальная поверхность встречает плоскость под прямыми углами, то зеркальное отражение относительно плоскости также может быть присоединено к поверхности. Следовательно, если дан подходящий начальный многоугольник, вписанный в единичную ячейку, периодическая поверхность может быть построена.
Поверхности Шварца имеют топологический род 3, минимальный род трижды периодических минимальных поверхностей.
Они рассматривались как модели для периодических наноструктур в блок-сополимерах, электростанических эквипотенциальных поверхностях в кристаллах и гипотетических отрицательно искривлённых графитовых фазах.

## Поверхность Шварца P («Primitive» = «Примитивная»)

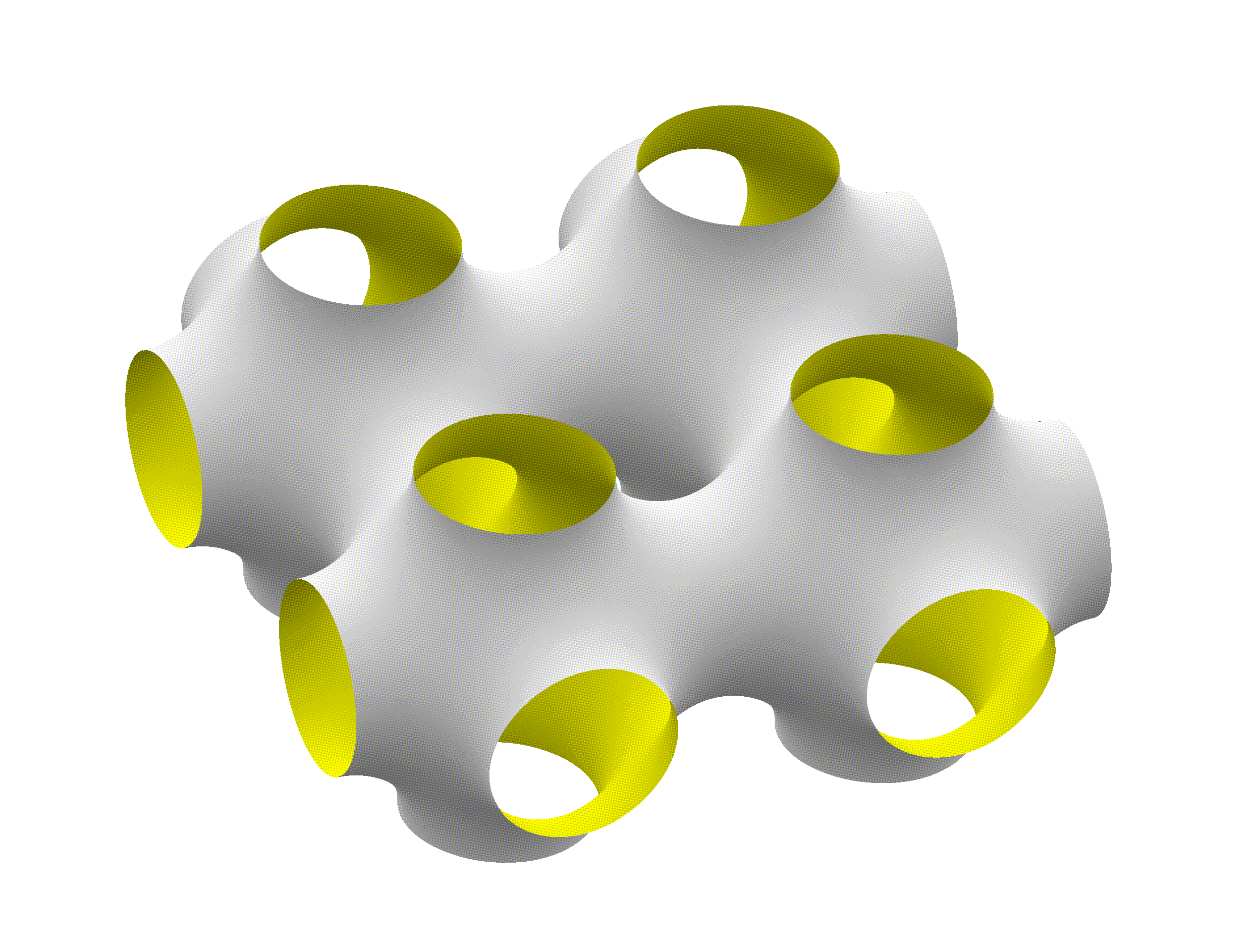
Поверхность Шварца P

Шён назвал эти поверхности «примитивными», поскольку они имеют два переплетённых конгруэнтных лабиринта, каждый из которых имеет форму раздутой трубчатой версии простой кубической решётки. В то время как стандартная поверхность P имеет кубическую симметрию, ячейки могут иметь форму любого прямоугольника, что даёт семейство минимальных поверхностей с одной и той же топологией.
Поверхность можно аппроксимировать явной поверхностью
{\displaystyle \cos(x)+\cos(y)+\cos(z)=0\ }.
Поверхность P рассматривалась для разработки прототипов тканевых каркасов с высоким отношением поверхности к объёму и высокой пористостью.

## Поверхность Шварца D («Diamond» = «Алмаз»)

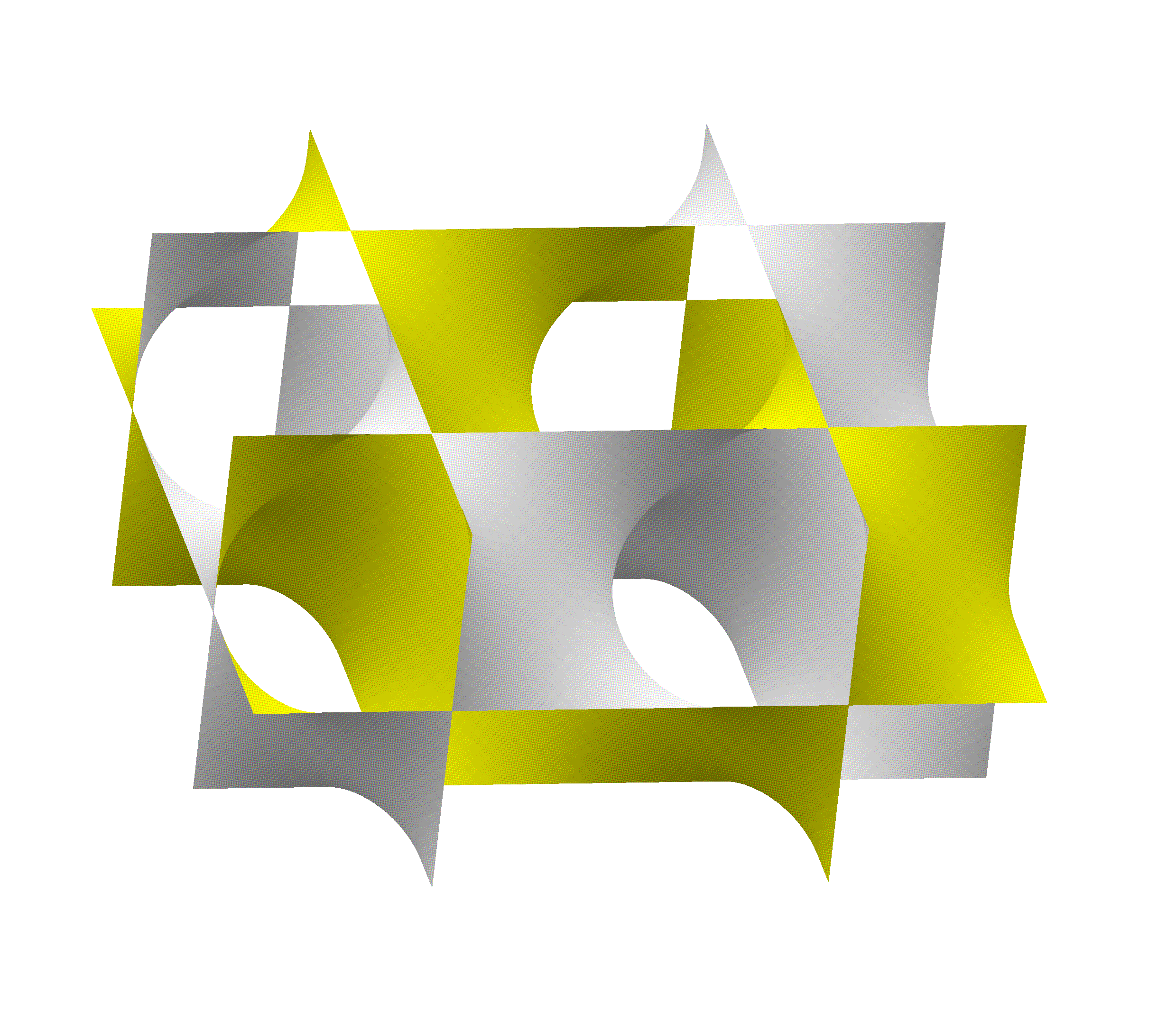
Поверхность Шварца D

Шён назвал эту поверхность «алмазом», поскольку она имеет два переплетающихся конгруэнтных лабиринта, каждый из которых имеет форму раздутой полой версии алмазной структуры связи. В литературе эта поверхность иногда называется поверхностью F.
Поверхность может быть аппроксимирована явной поверхностью
{\displaystyle \sin(x)\sin(y)\sin(z)+\sin(x)\cos(y)\cos(z)+\cos(x)\sin(y)\cos(z)+\cos(x)\cos(y)\sin(z)=0.\ }
Точное выражение существует в терминах эллиптических интегралов, основанных на параметризации Вейерштрасса — Эннепера.

## Поверхность Шварца H («Hexagonal» = «Шестиугольная»)

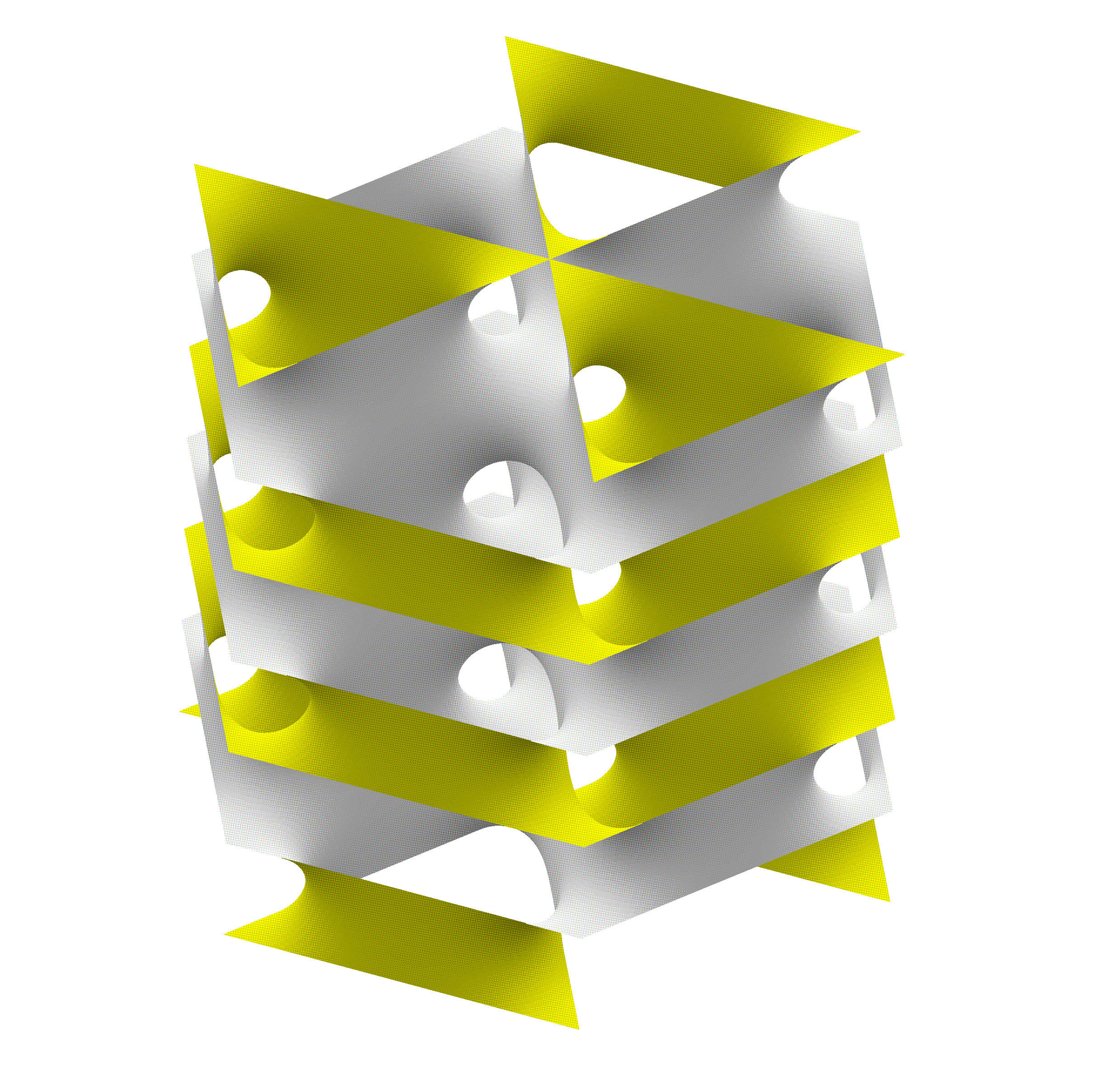
Поверхность Шварца H

Поверхность Шварца H подобна катеноиду с треугольной границей, что позволяет заполнить всё пространство.

## Поверхность Шварца CLP («Crossed layers of parallels» = «Скрещённые слои параллелей»)

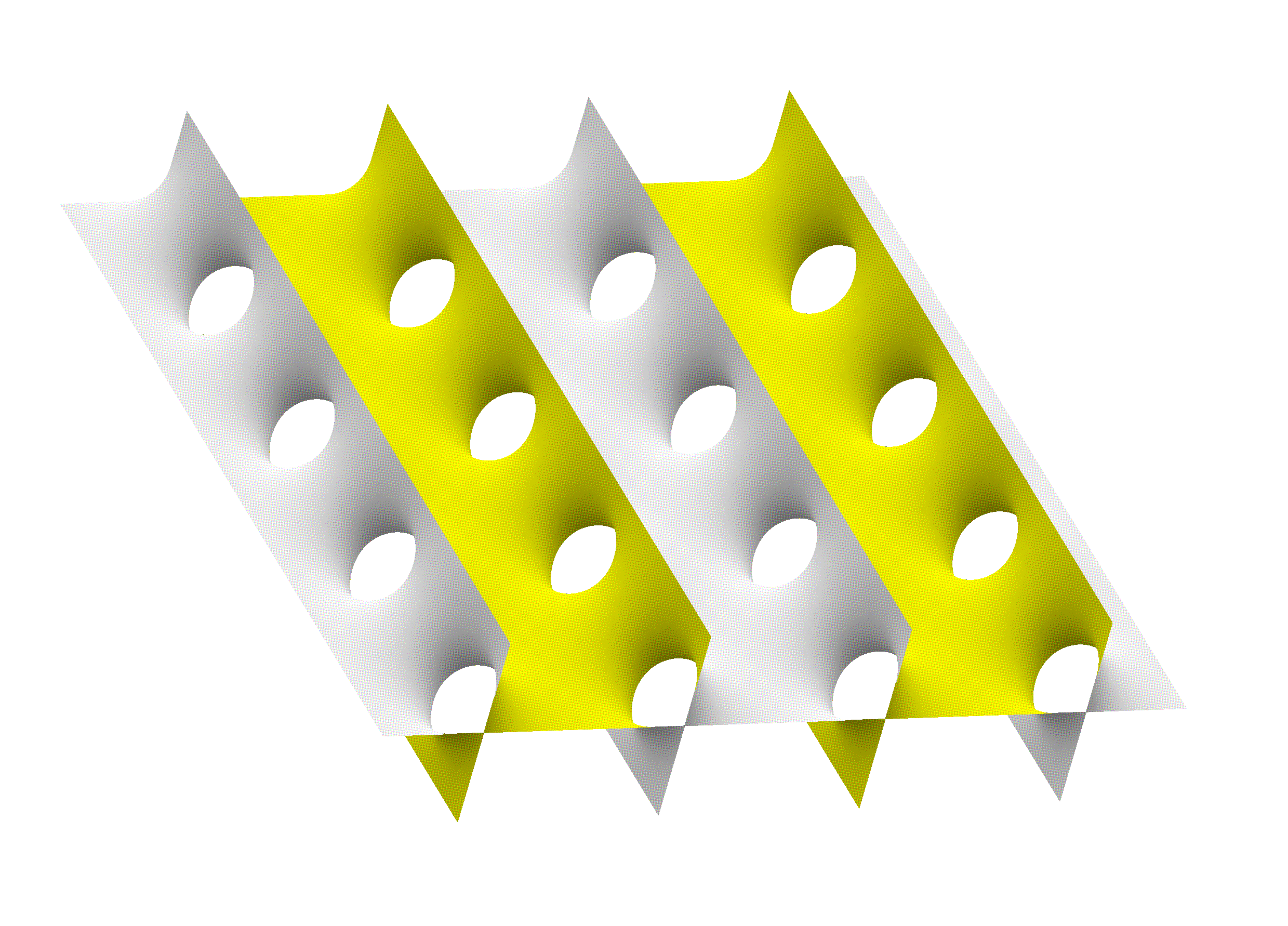
Поверхность Шварца CLP

## Иллюстрации
- http://www.susqu.edu/brakke/evolver/examples/periodic/periodic.html
- Triply Periodic Surfaces of Genus 3
- Bicontinuous cubic phases based on triply periodic minimal surfaces
- Schwartz's Surface
- http://virtualmathmuseum.org/Surface/gallery_m.html